# Lenox Shuman

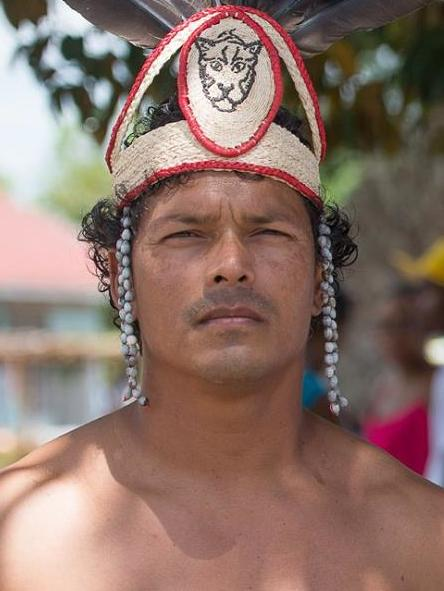
Lenox Shuman

Lenox Ron O’Dell Shuman (geboren am 13. September 1973) ist ein Politiker in Guyana.
Er ist seit dem 2. September 2020 Stellvertretender Sprecher der Nationalversammlung von Guyana. Er ist auch Gründer und Führer der Liberty and Justice Party.

## Leben
Shuman wurde am 13. September 1973 geboren. Seine Mutter war gemischtethnisch und sein Vater stammt aus einer langen Linie von Chiefs der Lokono (Arawak). 1990 zog die Familie nach Kanada. Er graduierte am Confederation College mit einem Abschluss in Wirtschaft und erwarb eine Pilotenlizenz. Vor seiner Karriere in der Politik, hatte Shuman die kanadische Staatsbürgerschaft und arbeitete als Pilot für die Sunwing Airlines. 2009 heiratete er Amanda Van Herten.
Im selben Jahr  kehrte er nach Guyana zurück und wurde 2015 als toshao (village chief) für St. Cuthbert’s Mission gewählt. Im gleichen Jahr wurde er zum stellvertretenden Vorsitzenden des National Toshaos Council gewählt. 2019 entschied ein Gericht, dass Mitglieder der National Assembly nur die guyanische Staatsbürgerschaft haben dürfen. Daher gab Shuman seine kanadische Staatsbürgerschaft, gründete die Liberty and Justice Party und kandidierte für die Präsidentschaft in den Wahlen im März 2020.
Am 2. September 2020 wurde Shuman der erste Indigene Guyaner der Deputy Speaker of the National Assembly wurde.